# Eric Nelson

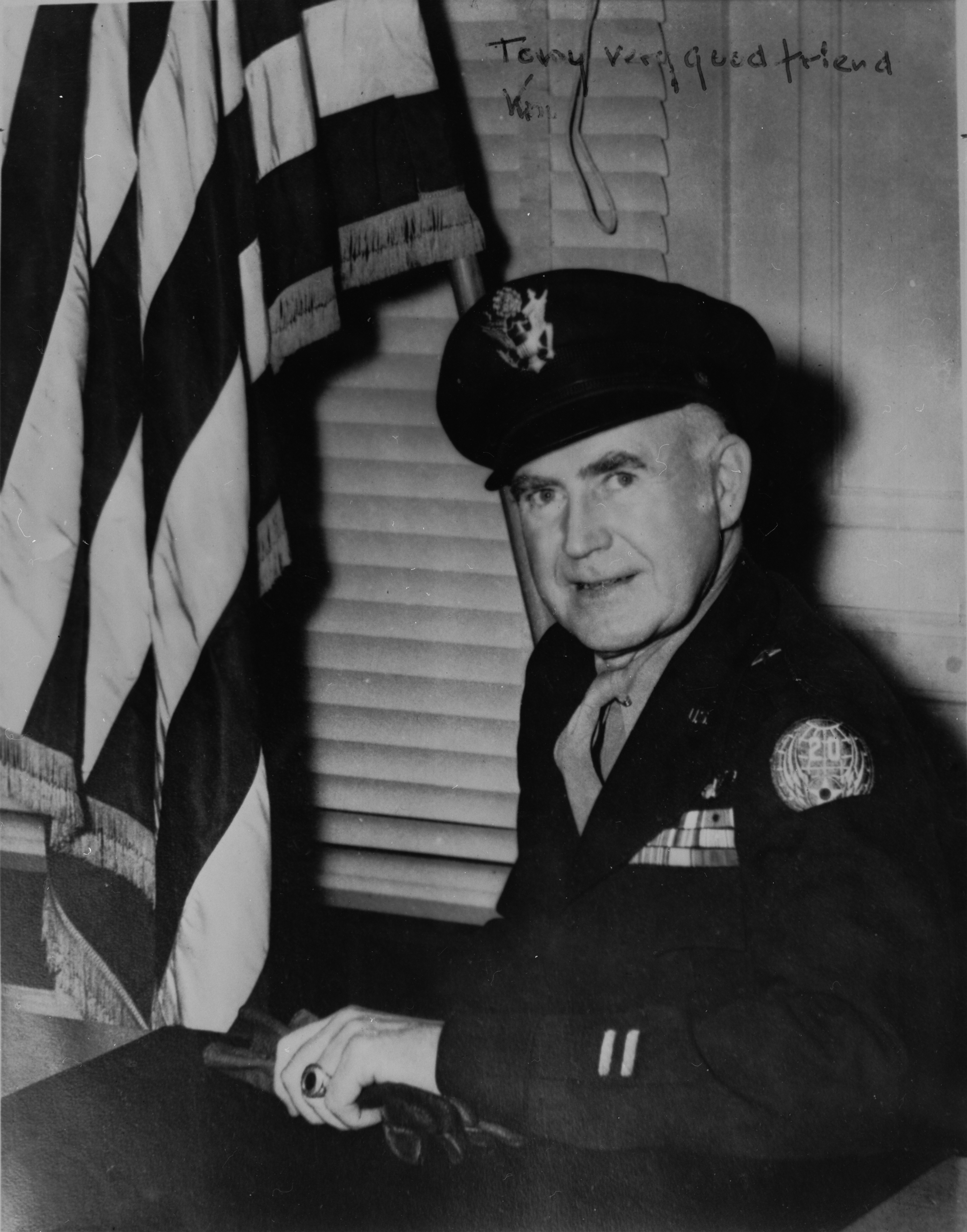
Eric Nelson

Eric Henning Nelson, född 12 juni 1888, död 9 maj 1970, var en svensk-amerikansk militärflygare.
Nelson gick till sjöss vid 16 års ålder och ingick 1917 i USA:s arméflygvapen. Efter första världskriget deltog han i en rad långflygningar, bland annat till Alaska 1920 och Västindien 1923, samt anförtroddes att utexperimentera en lämplig flygmaskinstyp för jorden-runt-flygningen 1924. Han förde en av de fyra flygmaskiner, som i mars 1924 startade för denna flygning, och var en av de två förare, som lyckades genomföra densamma.
Han var aktiv i amerikanska flygvapnet även under andra världskriget och befordrades 1945 till brigadgeneral.